# Plzeň-Koterov
Plzeň-Koterov – stacja kolejowa w Pilźnie, w kraju pilzneńskim, w Czechach. Znajduje się na linii 190 Pilzno - Czeskie Budziejowice, na wysokości 335 m n.p.m..  

## Linie kolejowe
- 190: Pilzno – Czeskie Budziejowice